# Dunira diplogramma
Dunira diplogramma är en fjärilsart som beskrevs av George Francis Hampson 1912. Dunira diplogramma ingår i släktet Dunira och familjen nattflyn. Inga underarter finns listade i Catalogue of Life.